# 菲爾斯波嫩冰原島峰
72°12′S 14°25′E / 72.200°S 14.417°E
菲爾斯波嫩冰原島峰，是南極洲的冰原島峰，位於毛德皇后地的阿斯特里德公主海岸，處於斯泰因菲拉冰原島峰東北面，屬於帕耶山脈的一部分，挪威製圖師根據該國探險隊拍攝的空中照片繪入地圖，現時由南極條約體系管理。